# Castelvetere in Val Fortore
Castelvetere in Val Fortore är en ort och kommun i provinsen Benevento i regionen Kampanien i Italien. Kommunen hade 1 165 invånare (2017).